# Бентеке, Жонатан
Жонатан Бентеке Лисека (фр. Jonathan Benteke Liseka; родился 28 апреля 1995) — бельгийский футболист, нападающий.

## Футбольная карьера
Выступал за молодёжные составы клубов льежского «Стандарда» и «Визе». В 2013 году дебютировал за основной состав «Визе».
В 2014 году перешёл в «Зюлте-Варегем». Дебютировал за клуб 27 сентября 2014 года в матче против «Андерлехта».
1 сентября 2016 года перешёл в английский клуб «Кристал Пэлас». 10 сентября 2016 года дебютировал за «Пэлас» в матче Премьер-лиги против «Мидлсбро», выйдя на замену своему брату Кристиану на 84-й минуте. В конце сентября получил травму мениска колена, из-за чего выбыл из строя на несколько месяцев.

## Личная жизнь
Бентеке родился в Бельгии в семье конголезского происхождения. Он является младшим братом Кристиана Бентеке, который выступает за «Ди Си Юнайтед».

## Статистика выступлений
| Клуб             | Сезон            | Лига                    | Лига | Лига | Кубок страны | Кубок страны | Кубок лиги | Кубок лиги | Итого | Итого |
| Клуб             | Сезон            | Дивизион                | Игры | Голы | Игры         | Голы         | Игры       | Голы       | Игры  | Голы  |
| ---------------- | ---------------- | ----------------------- | ---- | ---- | ------------ | ------------ | ---------- | ---------- | ----- | ----- |
| Визе             | 2013/14          | Второй дивизион Бельгии | 20   | 2    | 0            | 0            | 0          | 0          | 20    | 2     |
| Зюлте-Варегем    | 2014/15          | Про-Лига                | 6    | 2    | 2            | 1            | 0          | 0          | 8     | 3     |
| Зюлте-Варегем    | 2015/16          | Про-Лига                | 15   | 0    | 2            | 0            | 0          | 0          | 17    | 0     |
| Зюлте-Варегем    | Итого            | Итого                   | 21   | 2    | 4            | 1            | 0          | 0          | 25    | 3     |
| Кристал Пэлас    | 2016/17          | Премьер-лига            | 1    | 0    | 0            | 0            | 0          | 0          | 1     | 0     |
| Всего за карьеру | Всего за карьеру | Всего за карьеру        | 0    | 0    | 0            | 0            | 0          | 0          | 1     | 0     |